# Hallock (Minnesota)
Hallock es una ciudad ubicada en el condado de Kittson en el estado estadounidense de Minnesota. En el Censo de 2010 tenía una población de 981 habitantes y una densidad poblacional de 180,45 personas por km².

## Geografía
Hallock se encuentra ubicada en las coordenadas 48°45′57″N 96°56′39″O / 48.76583, -96.94417. Según la Oficina del Censo de los Estados Unidos, Hallock tiene una superficie total de 5.44 km², de la cual 5.27 km² corresponden a tierra firme y (3.05%) 0.17 km² es agua.

## Demografía
Según el censo de 2010, había 981 personas residiendo en Hallock. La densidad de población era de 180,45 hab./km². De los 981 habitantes, Hallock estaba compuesto por el 98.67% blancos, el 0.1% eran afroamericanos, el 0% eran amerindios, el 0.61% eran asiáticos, el 0% eran isleños del Pacífico, el 0.1% eran de otras razas y el 0.51% pertenecían a dos o más razas. Del total de la población el 2.75% eran hispanos o latinos de cualquier raza.